# زبان‌های داردی
زبان‌های داردی (با گرته‌برداری از انگلیسی زبان‌های دردیک هم نوشته‌اند، که در مناطق شمال شرقی پاکستان، در ایالت کشمیر آزاد و بخش راولپندی و گوجرانواله تحت کنترل پاکستان در این گویش حرف میزنند و تعداد کمی در شرق افغانستان و تعداد زیادی از ساکنین آن در جامو و کشمیر هند سخنورانی دارد ریشه آن را به زبانهای ایرانی ریشه دارد.

## جایگاه در خانوادهٔ هندوآریایی
زبان‌های داردی که به دلیل مجاورت با زبان‌های ایرانی شرقی و نورستانی، پیوندهای مستحکم ساختاری با آن‌ها پیدا کرده‌است. نورستانی زبانیست که در شرق افغانستان بدان سخن گفته می‌شود. در ابتدا زبانشناسان زبان نورستانی را شاخه‌ای از زبان‌های داردی فرض می‌کردند اما امروزه زبان نورستانی در یک گروه جدا دسته بندی میشود.
بجز زبان کشمیری و شینا، دیگر زبانهای خانوادهٔ داردی، زبانهایی با سخنوران کم و مناطق زیر پوشش کوچک هستند و بسیاری از آنها فرهنگ نوشتاری و قدرت تدریس ندارند. در بیشتر موارد سخنوران بدین زبان‌ها در مناطق سخت‌گذر کوهستانی بسر می‌برند. بخش بزرگی از این مناطق بعلاوه مشکل سخت‌گذر بودن بطور مداوم با نیروهای دولتی در ستیز بسر می‌برند.

## زیر شاخه زبانهای داردی
1. . کشمیری (کشمیری، کشتوری، پوگلی، رمبانی)
2. . زبان شینا (نیریل شینا، لداخ، داماکی، کوندال شاهی، شینا، اشوجو، کلکوتی، پالولا و ساوی است.
3. . زبان کلشه ( خوار)
4. . پشه ای
5. . زبان کوهستانی: (باتری، چلی سو، گورو، مایا، کوهستانی اندس، تیراهی، توروالی، تاپور، کترقالی)

## زبانهای داردی در افغانستان
- زبان پشه‌ای
- زبان کوهستانی